# Markus Pröll
Markus Pröll, né le 28 août 1979 à Rheinbach (Rhénanie-du-Nord-Westphalie), est un footballeur allemand évoluant au poste de gardien de but. 

## Carrière
- 1998-2003 : FC Cologne (Allemagne).
- 2003-2010 : Eintracht Francfort (Allemagne).